# Large Marine Ecosystem
Als Large Marine Ecosystems (LME) werden relativ große küstennahe Seegebiete bezeichnet, in denen die Primärproduktion von Biomasse höher ist als im offenen Ozean. Die Gebiete sind meist größer als 200.000 km², erstrecken sich entlang der Küsten aller Kontinente und umfassen meist mindestens den Kontinentalschelf. Ken Sherman prägte 1985 den Begriff der LMEs, um eine Grundlage für das Ressourcenmanagement und fortlaufendes Monitoring größerer marineökologischer Einheiten zu schaffen.
Prägende Merkmale der LMEs sind die Zusammensetzung und Produktivität des Phyto- und Zooplanktons. Diese Faktoren sind wiederum abhängig von dem wechselnden Wasseraustausch mit dem offenen Ozean. Klimaschwankungen wirken sich ebenfalls auf die Primärproduktion aus. Durch den menschlichen Eintrag von Nährstoffen (Düngung, Fäkalien etc.) und die Fischerei werden LMEs verändert.

## Ausgewiesene LMEs
Die staatliche US-amerikanische NOAA wies bisher 64 LMEs aus:
1. Östliches Beringmeer (East Bering Sea), LME 1
2. Golf von Alaska (Gulf of Alaska), LME 2
3. Kalifornienstrom (California Current), LME 3
4. Golf von Kalifornien (Gulf of California), LME 4
5. Golf von Mexiko (Gulf of Mexico), LME 5
6. Southeast U.S. Continental Shelf, LME 6
7. Northeast U.S. Continental Shelf, LME 7
8. Scotian Shelf, LME 8
9. Newfoundland-Labrador Shelf, LME 9
10. Insular Pacific-Hawaiian, LME 10
11. Pacific Central-American Coastal, LME 11
12. Karibisches Meer (Caribbean Sea), LME 12
13. Humboldtstrom (Humboldt Current), LME 13
14. Patagonian Shelf, LME 14
15. South Brazil Shelf, LME 15
16. East Brazil Shelf, LME 16
17. North Brazil Shelf, LME 17
18. West Greenland Shelf, LME 18
19. Iceland Shelf, LME 19
20. Barentssee (Barents Sea), LME 20
21. Europäisches Nordmeer (Norwegian Sea), LME 21
22. Nordsee (North Sea), LME 22
23. Ostsee (Baltic Sea), LME 23
24. Celtic-Biscay Shelf, LME 24
25. Iberian Coastal, LME 25
26. Mittelmeer (Mediterranean Sea), LME 26
27. Kanarenstrom (Canary Current), LME 27
28. Guineastrom (Guinea Current), LME 28
29. Benguelastrom (Benguela Current), LME 29
30. Agulhas-Strom (Agulhas Current), LME 30
31. Somali Coastal Current, LME 31
32. Arabisches Meer (Arabian Sea), LME 32
33. Rotes Meer (Red Sea), LME 33
34. Golf von Bengalen (Bay of Bengal), LME 34
35. Golf von Thailand (Gulf of Thailand), LME 35
36. Südchinesisches Meer (South China Sea), LME 36
37. Sulu- und Celebessee (Sulu-Celebes Sea), LME 37
38. Indonesian Sea, LME 38
39. North Australian Shelf, LME 39
40. Northeast Australian Shelf, LME 40
41. East-Central Australian Shelf, LME 41
42. Southeast Australian Shelf, LME 42
43. Southwest Australian Shelf, LME 43
44. West-Central Australian Shelf, LME 44
45. Northwest Australian Shelf, LME 45
46. New Zealand Shelf, LME 46
47. Ostchinesisches Meer (East China Sea), LME 47
48. Gelbes Meer (Yello Sea), LME 48
49. Kuroshio (Kuroshio Current), LME 49
50. Sea of Japan / East Sea, LME 50
51. Oyashio Current, LME 51
52. Ochotskisches Meer (Sea of Okhotsk), LME 52
53. Westliche Beringsee (West Bearing Sea), LME 53
54. Tschuktschensee (Chukchi Sea), LME 54
55. Beaufortsee (Beaufort Sea), LME 55
56. Ostsibirische See (East Siberian Sea), LME 56
57. Laptewsee (Laptev Sea), LME 57
58. Karasee (Kara Sea), LME 58
59. East Greenland Shelf, LME 59
60. Faroe Plateau, LME 60
61. Antarctic, LME 61
62. Schwarzes Meer (Black Sea), LME 62
63. Hudson Bay, LME 63
64. Arktischer Ozean (Arctic Ocean), LME 64

## Publikationen
- G. Hempel und K. Sherman: Large Marine Ecosystems of the World: Trends in Exploitation, Protection, and Research.